# Thee S.T.P.
Thee S.T.P. sono un gruppo punk rock italiano, attivo dal 1996, il cui sound è particolarmente influenzato dalle sonorità glam rock; ad oggi hanno pubblicato 5 album e partecipato a diverse compilation e 7".
Il gruppo non si è mai ufficialmente sciolto ma non è attivo dal 2014.

## Storia del gruppo
Formati quasi per gioco con l'obiettivo di suonare per intero l'album It's Alive del Ramones vengono apprezzati da critica e pubblico sin dal singolo d'esordio Johnny Danger uscito nel 1996. Escono altri singoli editi da etichette spagnole e statunitensi.
Nel 1998 viene pubblicato il loro primo album The Super Sound of Thee S.T.P. per la Hangover.
Nel 2000 firmano con la Ammonia Records con cui pubblicano il secondo album Sin, Temptation & Pain, album mixato da Sal Canzonieri degli Electric Frankenstein vede una forte influenza del glam rock rispetto ai lavori precedenti e da questo album in poi, la band userà le lettere S, T e P come iniziali dei titoli da loro composti. In questo periodo parteciparono a diverse compilazioni e dischi tributo come Come Back In Black: Punk Rock Tribute To AC/DC della Ammonia Records e Where The Action Is - A Tribute To Radio Birdman curata da Roberto Calabrò, che li vide in compagnia di band come Loose, Crummy Stuff, The Alley 'Gators, Meat For Dogs ed altri.
Due anni dopo è la volta di Troublemakers #1 a cui segue un tour europeo che li vede aprire concerti di band come New York Dolls, Velvet Revolver, The Hellacopters, Gluecifer, Backyard Babies e Rancid ed hanno anche partecipato all'Independent Days Festival nel 2003 e 2004.
Il quarto album, Paradise and Saints, è uscito nel 2005 e stilisticamente più vario.
Nel 2010 registrano e pubblicano "Success Through Propaganda". Primo disco senza uno dei membri fondatori, Stiv America.
Ad agosto 2013 sulla pagina facebook ufficiale della band è apparsa la notizia che il gruppo sta lavorando ad un nuovo album. A settembre 2014 sulla pagina facebook del gruppo appare la notizia che dopo 14 anni di militanza Casey ha lasciato il gruppo.

## Membri
- Il Metius - Voce
- Paul - Basso
- Cz - Batteria
- Bylli - Chitarra

## Discografia
- 1998 - The Super Sound of Thee S.T.P. - (Hangover)
- 2000 - Sin, Temptation & Pain - (Ammonia Records)
- 2002 - Troublemakers #1 - (Ammonia Records)
- 2005 - Paradise and Saints - (Ammonia Records)
- 2010 - Success Through Propaganda - (Ghoul Records / Self)